# Шрибарди (подокруг)
Шрибарди (бенг. শ্রীবর্দি, англ. Sreebardi) — подокруг на севере Бангладеш. Входит в состав округа Шерпур. Административный центр — город Шрибарди. Площадь подокруга — 252,44 км².
По данным переписи 1991 года численность населения подокруга составляла 228 194 человека. Плотность населения равнялась 844 чел. на 1 км². Уровень грамотности населения составлял 18,3 %. Религиозный состав: мусульмане — 96,98 %, индуисты — 1,79 %, христиане — 0,62 %, прочие — 0,61 %.